# Epizoanthus vagus
Epizoanthus vagus is een Zoanthideasoort uit de familie van de Epizoanthidae. De wetenschappelijke naam van de soort is voor het eerst geldig gepubliceerd in 1972 door Herberts.